# 布羅尼基
50°33′13″N 27°48′28″E / 50.55361°N 27.80778°E

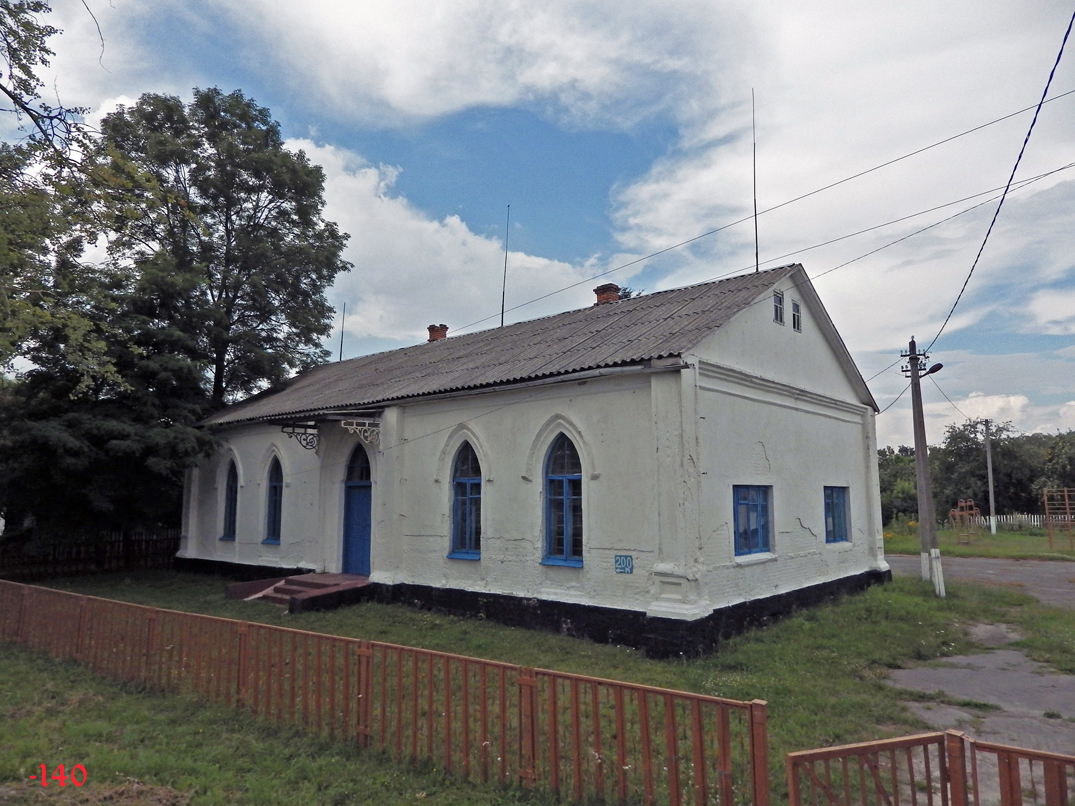
老邮电局

布羅尼基（烏克蘭語：Броники），是烏克蘭北部日托米爾州茲維亞赫爾區布罗尼基市镇内的村落。始建於1695年，面積1.84平方公里，海拔高度207米，2001年人口421。